# SN 2008di
SN 2008di – supernowa typu II-P odkryta 11 czerwca 2008 roku w galaktyce A121641+4102. W momencie odkrycia miała maksymalną jasność 17,70m.